# East India
L'East India è un cocktail a base di brandy.

## Composizione
- 3/4 Brandy
- 1/8 Curaçao
- 1/8 Succo d'arancia

## Preparazione
Viene preparato nello shaker agitando velocemente gli ingredienti insieme a del ghiaccio. Va servito aggiungendo una ciliegina al maraschino.